# 卡多什基諾區
54°02′N 44°24′E / 54.033°N 44.400°E
卡多什基諾區（俄语：Кадошкинский район），是俄羅斯的一個區，位於該國西部，由莫爾多維亞共和國負責管轄，始建於1991年5月27日，面積618.6平方公里，2010年人口7,970，人口密度每平方公里12.88人。